# Fathom Castle
Fathom Castle (auch Feedom Castle, irisch Caisleán an Fheadáin) war eine Burg in Dorf Fathom bei Newry im nordirischen County Armagh. Es war eine Festung der Familie O'Neill, wurde 1730 von den Engländern eingenommen und zerstört. An seiner Stelle entstand der Newry Canal.
Ursprünglich gehörte das Anwesen Hugh de Lacy, 1. Earl of Ulster. Es gibt Beweise für eine „Alte Burg“ an dieser Stelle, bevor Shane O'Neill in den 1550er-Jahren seine Burg bauen ließ. Diese alte Burg, die westlich der Stadt Carlingford (im County Louth) lag, wo Johann Ohnelands Burg etwa 1180–1200 entstand, war sie vermutlich ein befestigtes Gebäude eines Ritters in Diensten von de Lacy. Genauer wird ein „Sir Robert Marmion of Fidun“ erwähnt, der zusammen mit anderen Rittern 1210 vor König Johann war und die Marmions waren jahrhundertelang wichtig in der Siedlung Carlingford. Es scheint, dass dieser Sir Robert der zuständige Ritter für Fathom oder Fidun war. Er begab sich zusammen mit Strongbow und anderen Normannen 1169–1172 nach Irland, wie dokumentiert.